# Синти-фанк
Синти-фанк или синт-фанк (англ. synth funk; также называемый электро-фанк) — поджанр фанк-музыки, сочетающийся с электронной музыкой и возникший в связи с широким распространением синтезаторов, драм-машин и средств электронной обработки звука. Основой для появления синти-фанка является буги.
Популярность синти-фанк приобрёл в начале 2000-х из-за того, что исполнители достаточно часто стали применять в этом жанре детали электроклэша.

## Исполнители
- Aliensextoy[1]
- Chromeo[2]
- Zapp[3]
- Dam-Funk
- Breakbot
- Jamiroquai
- Jimmy Edgar
- Maliq & D'Essentials
- Particle[4]
- RJD2
- Ronika[5]
- Sam Sparro
- Zilla[6]
- Goldfrapp
- La Roux
- Cannons